# L'ofici d'aprendre
L'ofici d'aprendre (originalment en francès, Compagnons) és una comèdia dramàtica francesa dirigida per François Favrat, estrenada el 2021. El 28 d'octubre de 2022 es va estrenar la versió doblada al català.

## Sinopsi
La Naëlle té 19 anys i un passat complicat. Durant un taller d’integració, coneix l'Hélène, la seva instructora, que li aconsegueix una feina en un gremi d'artesans. Malgrat les seves errades, hi troba el seu camí i, de mica en mica, s'adonarà que els valors dels companys no són només paraules buides.

## Repartiment
- Najaa Bensaid: Naëlle
- Agnès Jaoui: Hélène
- Pio Marmaï: Paul
- Soriba Dabo: Adama
- Tom Koko Bikusa: Likamba
- Youssouf Wague: Coca-man
- Mouad Habrani: Djibril
- Kevin Boudeau: Martin
- Sam Louwyck: Jorgen Ampe
- Geneviève Mnich: Elise Germain
- Louis Cristiani: Luis